# آندره (بازیکن فوتبال، زاده ۱۹۹۰)
آندره فیلیپه ریبیرو دِ سوزا (پرتغالی: André Felipe Ribeiro de Souza؛ زادهٔ ۲۷ سپتامبر ۱۹۹۰) که به صورت ساده با نام آندره شناخته می‌شود، بازیکن فوتبال اهل برزیل است.
از باشگاه‌هایی که در آن بازی کرده‌است می‌توان به سانتوس، دینامو کیف، بوردو، اتلتیکو مینیرو، واسکو دوگاما، کورینتیانس و اسپورتینگ اشاره کرد.